# Landesratswahl im Saargebiet 1924
- KPD: 5
- SPD: 6
- Z: 14
- VHL: 1
- DSVP: 4

Die Landesratswahl im Saargebiet 1924 war die zweite Wahl zum Landesrat des Saargebiets. Sie fand am 27. Januar 1924 statt.

## Ergebnis
Die Wahlbeteiligung lag bei 67,6 Prozent. Die Zentrumspartei des Saargebietes blieb stärkste Partei und verlor aber ihre absolute Mehrheit. Die Sozialdemokratische Partei des Saargebietes und die Kommunistische Partei des Saargebietes waren hingegen die Gewinner. Sie konnten 3 % und 1 Sitz bzw. 8 % und 3 Sitze hinzugewinnen.
| Partei | Stimmen   | Prozent | Sitze (Veränderung) |
| ------ | --------- | ------- | ------------------- |
| Z      | 3.246.511 | 42,8    | 14 (−2)             |
| SPD    | 1.398.949 | 18,4    | 6 (+1)              |
| KPD    | 1.207.211 | 15,9    | 5 (+3)              |
| DSVP   | 1.127.258 | 14,9    | 4 (−1)              |
| VHL    | 311.722   | 4,1     | 1 (-)               |
| SAG    | 207.129   | 2,7     | –                   |
| DNVP   | 91.631    | 1,2     | –                   |

Durch das Wahlsystem, bei der jede Liste 30 Wahlvorschläge enthielt und jeder Wähler bis zu 30 Stimmen vergeben konnte, beträgt die Zahl der abgegebenen gültigen Stimmen 7590411.